# Atéliery Bonton Zlín
Ateliéry Bonton Zlín a.s. – czeska wytwórnia filmów działająca w Zlínie, która nakręciła m.in. 28 odcinków serialu animowanego pt. „Sąsiedzi” (w oryg. Pat a Mat ...a je to!). Wytwórnia kręciła serial od 2002 do 2004. W wytwórni nakręcono również 52 odcinki serialu animowanego Bob a Bobek (w latach 2001-2005) oraz film Mach, Šebestová a kouzelné sluchátko (2001)